# Burajka (As-Suwajda)
Burajka (arab. بريكة) – miejscowość w Syrii, w muhafazie As-Suwajda. W 2004 roku liczyła 1055 mieszkańców.